# PRO 2 (Moldova)
Acasă în Moldova (fost Pro 2 Moldova) este un canal de televiziune de nișă, versiunea pentru Republica Moldova a postului Acasă TV din România.
De la 1 decembrie 2012, Republica Moldova are o versiune proprie a acestui canal TV, operată de Pro Digital SRL. Pe 29 august 2017, odată cu rebrandul Pro TV Chișinău și posturilor TV din portofoliul grupului Pro din România, Acasă în Moldova a fost închis și înlocuit cu Pro 2 Moldova. În 4 aprilie 2022, a revenit la denumirea de Acasă TV.
Pe lângă serialele TV preluate de la varianta românească, postul TV transmite și câteva emisiuni TV proprii și publicitate locală.

## Emisiuni TV proprii
- O seară perfectă - talk show cu Natalia Cheptene[4], Rodica Ciornică[12], apoi cu Anișoara Loghin (anterior de la știri)
- Muzica de Acasă - expoziție de videoclipuri noi, prezentată de Vlada Cerbușca[13]